# Charles Samaran
Charles Maxime Donatien Samaran (Cravencères, Gers, 28 d'octubre de 1879 - Nogaro, Gers, 15 d'octubre de 1982) fou un arxiver i historiador gascó.

## Vida
Fou fill de propietaris de vinyes gascons, posats en una situació econòmica difícil per la fil·loxera. Feu estudis a l'École des Chartes on es graduà com a arxiver-paleògraf el 1901 amb una tesi sobre la casa d'Armanyac, tesi que es publicaria més tard en una versió ampliada i que rebé el premi Gobert de l'Académie des inscriptions et belles-lettres el 1907. De 1901 a 1903 estigué a l'École française de Rome (institut de recerca que depèn de l'Académie des inscriptions et belles-lettres). I retornà el 1904 per incorporar-se als arxius nacionals a la "section judiciaire". El 1908 publicà Les diplômes originaux des Mérovingiens, que tingué una repercussió molt important en els estudis sobre escriptura merovíngia. El 1927 va obtenir la direcció de paleografia llatina i francesa de l'École pratique des Hautes Études. I més endavant, ja amb una certa edat (48 anys), fou professor a l'École des Chartes de 1933 a 1941 i director de la col·lecció Bibliothèque de l'Ecole des chartes de 1935 a 1948. Introduí a França la tècnica que s'havia desenvolupat a Alemanya per a la lectura de palimpsests amb raigs ultravioletes. A més de la paleografia i codicologia, s'interessà també per la vida de certs personatges històrics, sobretot alguns gascons (com ell), com D'Artagnan.
Fou escollit el 1941 membre de l'Académie des inscriptions et belles-lettres i el ministre Jérôme Carcopino el nomenà aquest mateix any director dels Arxius de Nacionals de França. Ho fou fins a 1948, més enllà de l'edat de jubilació habitual, i tingué una tasca important en la preservació dels arxius durant l'ocupació alemanya i en preservar els seus col·laboradors de les represàlies del nazisme. Fou membre (1928) i president del Comité des travaux historiques et scientifiques (CTHS) de 1960 fins a la seva mort.
Fou cofundador del Comitè internacional de paleografia el 1952 i en fou president. Contribuí també a la creació del Consell Internacional d'Arxius (1948), sota els auspicis de la UNESCO. Des de 1965 fou director de la revista Journal des Savants.
Continuà amb la tasca científica fins a una edat molt avançada i pocs mesos abans de la seva mort encara assistia a les sessions acadèmiques a París. Pel seu matrimoni amb Marie-Camille Taffanel esdevingué gendre del flautista Paul Taffanel.

## Reconeixements
Rebé nombrosos reconeixements a França, encara més en ocasió del seu centenari: membre de la Legió d'Honor, receptor de les Palmes Acadèmiques, Orde del Mèrit, etc. I també de les institucions acadèmiques a l'estranger: membre estranger de la Società Romana di Storia patria, de l'Acadèmia austríaca, i de l'Acadèmia d'Estocolm. El 1964 fou nomenat acadèmic corresponent estranger de la Reial Acadèmia de Bones Lletres de Barcelona. El 1975 fou nomenat membre corresponent de la Secció de Filosofia i Ciències Socials de l'IEC.

## Publicacions
Les publicacions de Samaran representen més de set-cents títols, ja que continuà en actiu fins a una edat ben avançada i assistí a conferències i trobades científiques fins a pocs mesos abans de la seva mort.
- La fiscalité pontificale en France au XIVe (période d'Avignon et grand schisme d'Occident), Paris, A. Fontemoing, 1905.
- La maison d'Armagnac au XVe et les dernières luttes de la féodalité dans le Midi de la France, Paris, A. Picard et fils, 1907.
- Les diplômes originaux des Mérovingiens : fac-similés phototypiques avec notices et transcriptions, éd. Ph. Lauer, Ch. Samaran, préf. Maurice Prou, Paris, E. Leroux, 1908.
- D'Artagnan, Capitaine des mousquetaires du roi, histoire véridique d'un héros de roman, Paris, Calmann-Lévy, 1912.
- Jacques Casanova, Vénitien, une vie d'aventurier au XVIIIe, Paris, Calmann-Lévy, 1914.
- Jean de Bilhères-Lagraulas, cardinal de Saint-Denis, un diplomate français sous Louis XI et Charles VIII, Paris, Éditions Honoré Champion, 1920. (Extret per Paul-André Lesort).
- La chronique latine inédite de Jean Chartier (1422-1450), Paris, Champion, 1928.
- Catalogue des manuscrits en écriture latine portant des indications de date, de lieu ou de copiste, Paris, CNRS, 1959.
- L'Histoire et ses Méthodes, Paris, Gallimard, « Encyclopédie de la Pleïade », 1961, XVII-1773
- Pierre Bersuire, prieur de Saint-Eloi de Paris, 1290?-1362, Paris, Imprimerie nationale, 1962.
- Paysages littéraires du Valois, de Rousseau à Nerval, Paris, Klincksieck, 1964.
- La Gascogne dans les registres du trésor des chartes, Paris, Bibliothèque nationale, 1966.
- D'Artagnan, capitaine des mousquetaires du roi, histoire véridique d'un héros de roman, Auch, impr. T. Bouquet, 1967.
- La Fiscalité pontificale en France au XIVe, période d'Avignon et grand schisme d'Occident, Paris, E. Boccard, 1968.
- Inauguration d'une plaque sur la maison de Joseph de Pesquidoux à Perchède le 11 septembre 1971, Paris, Typ. de Firmin-Didot, 1972.
- La maison d'Armagnac au XVe et les dernières luttes de la féodalité dans le Midi de la France, Genève, Slatkine-Megariotis Reprints, 1975.
- Recueil d'études de Charles Samaran... une longue vie d'érudit, Genève et Paris, Droz, Librairie Champion, « Hautes études médiévales et modernes », 1978.

## Llegat
Els papers personals de Samaran es conserven als Arxius Nacionals de França amb la signatura 642AP.
En ocasió del seu 75è aniversari i del seu centenari se li dedicaren dues medalles (fotografies a Bautier, p. 601) que es conserven als Arxius Nacionals.